# Школа № 12 (Новосибирск)
Лицей № 12 — средняя общеобразовательная школа в Новосибирске, и одна из старейших школ города, основанная в 1912, первое здание которой построено по проекту архитектора А. Д. Крячкова.

## История
1 сентября 1912 года в Новониколаевске открылось двухклассное мужское училище. Оно разместилось в здании, которое было построено по проекту А. Д. Крячкова.
В 1917 году школа стала учебным заведением первой ступени с пятилетним обучением, с 1923 — средняя общеобразовательная, в 1928 году преобразована в экспериментальную (политехническую) школу с акцентом на сфере строительства (первый выпуск — в 1935).

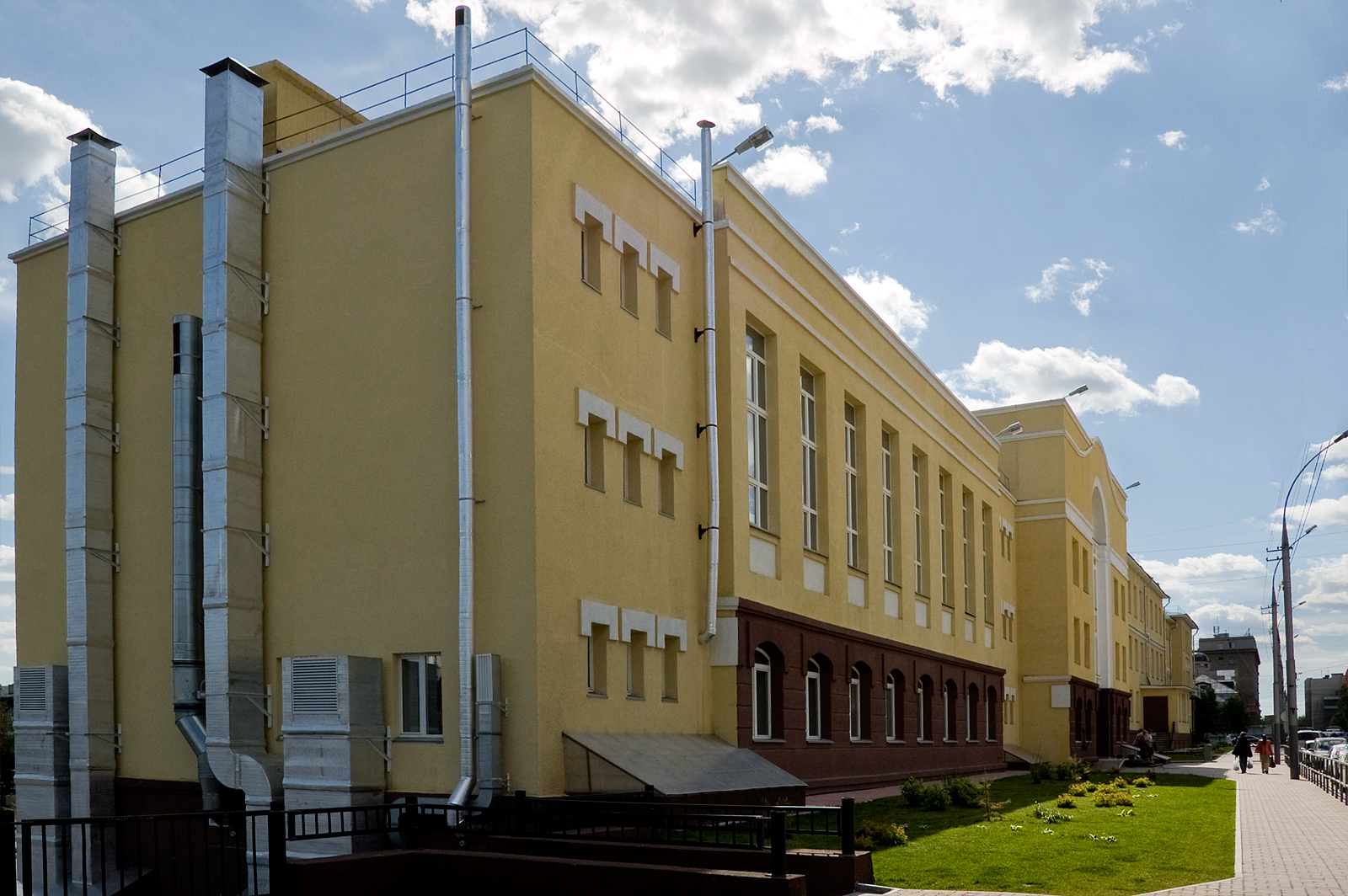
Пристройка школы. 2009 год

В 1963 году в школе обучали по такии специальностям как химик-лаборант, чертёжник, переводчик немецкого и английского языков.
В 1966 году учреждение лишилось статуса профильного учреждения, но сохранило контакты с Сибстрином — на его базе организуют уроки по трудовому обучению. В 1991 году она начинает участие в инновационной деятельности — при учебном заведении создаётся экспериментальная площадка «Диалог», выделенная в 1993 году в самостоятельную школу с таким же названием, которая получила статус гимназии.
В 1994 году школе выдали лицензию на право общеобразовательной работы с получением статуса профильной. В 1999 году была проведена аккредитация, в результате которой учреждение трансформировалось в общеобразовательную школу «с углублённым изучением предметов естественно-научного и математического циклов».
В сентябре 2008 года была введена в эксплуатацию пристройка к школе по ул. Сибревкома. В 2015 году школа №12 стала называться лицеем.

## Ученики
В 1937 году школу окончил известный деятель КПСС Е. К. Лигачёв, в 1943 году — композитор А. С. Зацепин.
60 учителей и учеников школы погибли в боях Великой Отечественной войны.
Среди выпускников школы 190 кандидатов и 59 докторов наук, 533 выпускника окончили школу с золотой и серебряной медалями.

## Руководители
В числе первых директоров был И. А. Лыткин, с 1941 по 1975 — А. И. Воробьёв, в честь которого на здании школы была установлена памятная доска. С 1975 по 1985 — Майя Семёнова Буда. С 2019 по январь 2024 должность занимала Н.Г. Напольских

## Музыкальные коллективы
В школе были организованы вокальные ансамбли «Снежинки» и «Нежность», а также хоровая студия «Капель».